# Муніципальний стадіон імені мера Естера Роа Ребольєдо
Муніципальний стадіон імені мера Естера Роа Ребольєдо (ісп. Estadio Municipal Alcaldesa Ester Roa Rebolledo), до 2010 року відомий як «Мунісіпаль де Консепсьйон» (ісп. Estadio Municipal de Concepción) — багатоцільовий стадіон у Консепсьйоні, Чилі, місткістю 30 488 глядачів, який використовується в основному для футбольних матчів. Є домашнім стадіоном для клубів «Універсідад де Консепсьйон», «Аруро Фернандес Віаль» та «Депортес Консепсьйон». Стадіон також періодично використовується для музичних концертів та легкоатлетичних турнірів.

## Історія
Стадіон був побудований в 1962 році під назвою «Естадіо Регіональ» (ісп. Estadio Regional) і мав місткість 35 000 чоловік. Найвищий показник відвідуваності у 43 340 глядачів був зафіксований 12 листопада 1967 року на матчі Прімери між «Уачіпато» та Коло-Коло .
У жовтні 1987 року стадіон був одним з майданчиків проведення молодіжного чемпіонату світу. Стадіон також використовувався як місце проведення групового етапу Кубка Америки 1991 року, коли турнір проводився в Чилі, а у січні 2004 року там проходив Передолімпійський турнір КОНМЕБОЛ.
До 2010 року він був відомий як «Мунісіпаль де Консепсьйон» (ісп. Estadio Municipal de Concepción), а після смерті Естера Роа Ребольєдо, який був мером міста Консепсьйон у 1956—1963 роках, період будівництва та відкриття арени, стадіон став носити його ім'я.
У 2015 році він був повністю реконструйований до Кубка Америки, під час чого був добудований дах та встановлені нові індивідуальні сидіння , через що місткість зменшилась до 30 488 місць.
Стадіон реконструювався іспанською компанією COPASA, але в травні 2014 року, після тривалих затримок, контракт було розірвано. У вересні 2014 року муніципалітет Консепсьйона найняв чилійську компанію Claro Vicuña Valenzuela для завершення робіт. Стадіон не був завершений вчасно, щоб прийняти два матчі групового етапу Кубка Америки 2015 року, які були перенесені на «Монументаль Давід Арельяно». Після реконструкції стадіон було відкрито 25 червня 2015 року, завдяки чому він встиг провести три матчі плей-оф Кубка Америки, в тому числі матч за 3-тє місце.
У жовтні та листопаді 2015 року стадіон був одним із майданчиків проведення юнацького чемпіонату світу.

## Кубок Америки 1991
| Дата               | Команда № 1 | Рахунок | Команда № 2 | Раунд        | Відвідуваність |
| ------------------ | ----------- | ------- | ----------- | ------------ | -------------- |
| 8 липня 1991 року  | Чилі        | 4–2     | Перу        | Перший раунд | 18 798         |
| 12 липня 1991 року | Аргентина   | 4–1     | Парагвай    | Перший раунд | 10 000         |

## Кубок Америки 2015
| Дата                | Час (UTC−3) | Команда № 1 | Рахунок        | Команда № 2 | Раунд               | Відвідуваність |
| ------------------- | ----------- | ----------- | -------------- | ----------- | ------------------- | -------------- |
| 27 червня 2015 року | 18:30       | Бразилія    | 1–1 (пен. 3–4) | Парагвай    | Чвертьфінал         | 29 276         |
| 30 червня 2015 року | 20:30       | Аргентина   | 6–1            | Парагвай    | Півфінал            | 29 205         |
| 3 липня 2015 року   | 20:30       | Перу        | 2–0            | Парагвай    | Матч за третє місце | 29 143         |

## Галерея

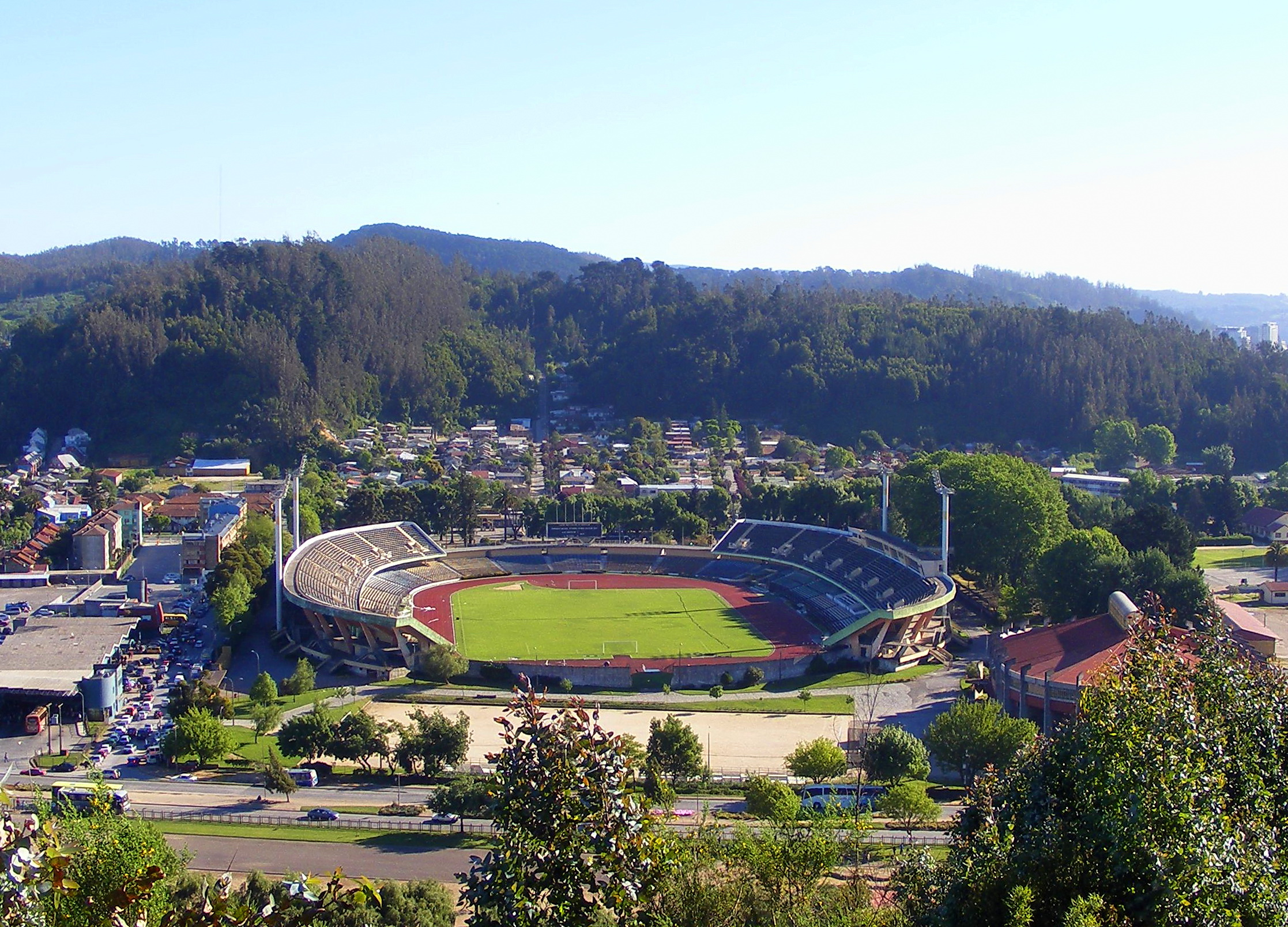
Стадіон у 2010 році
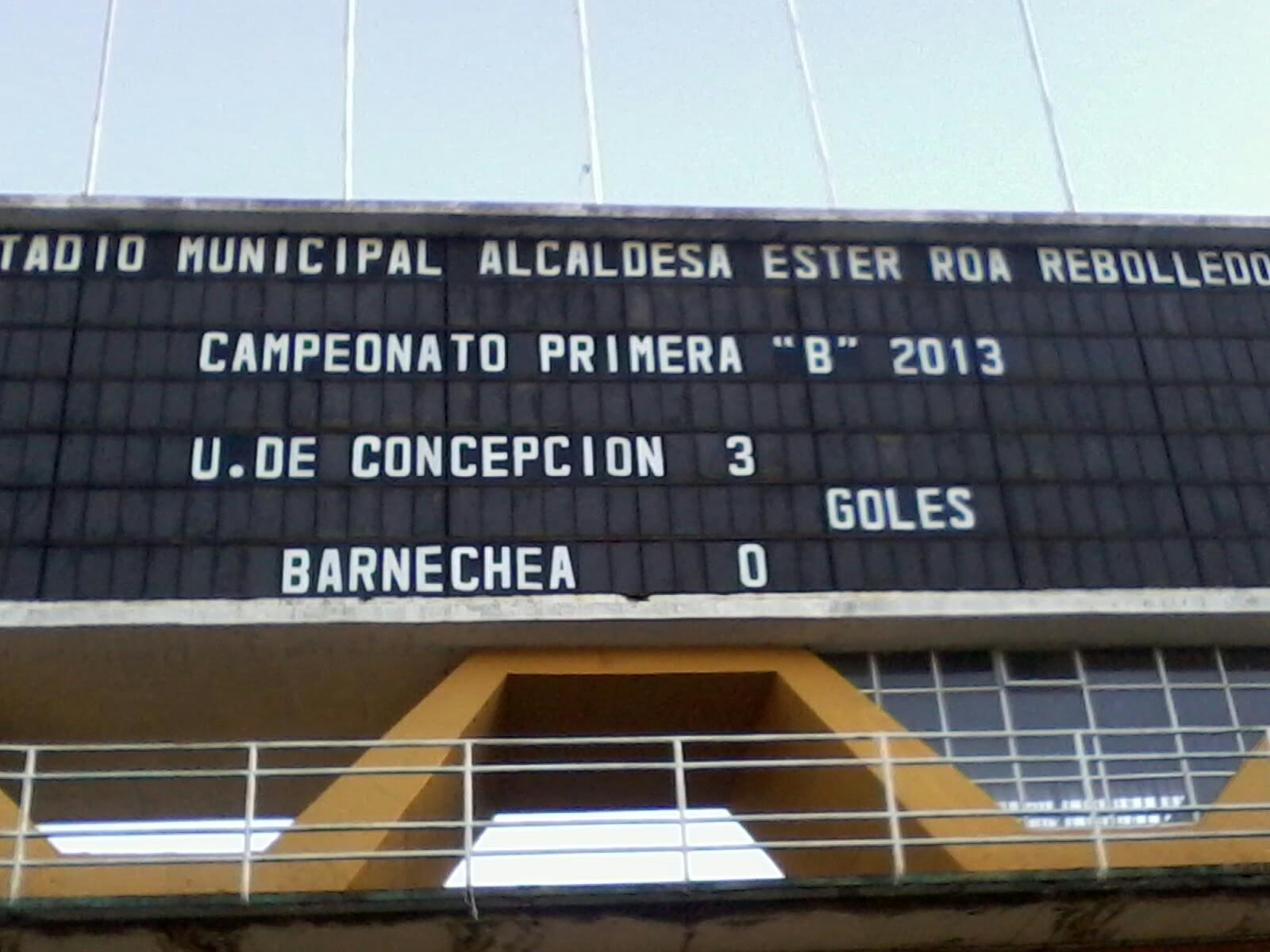
Старе табло
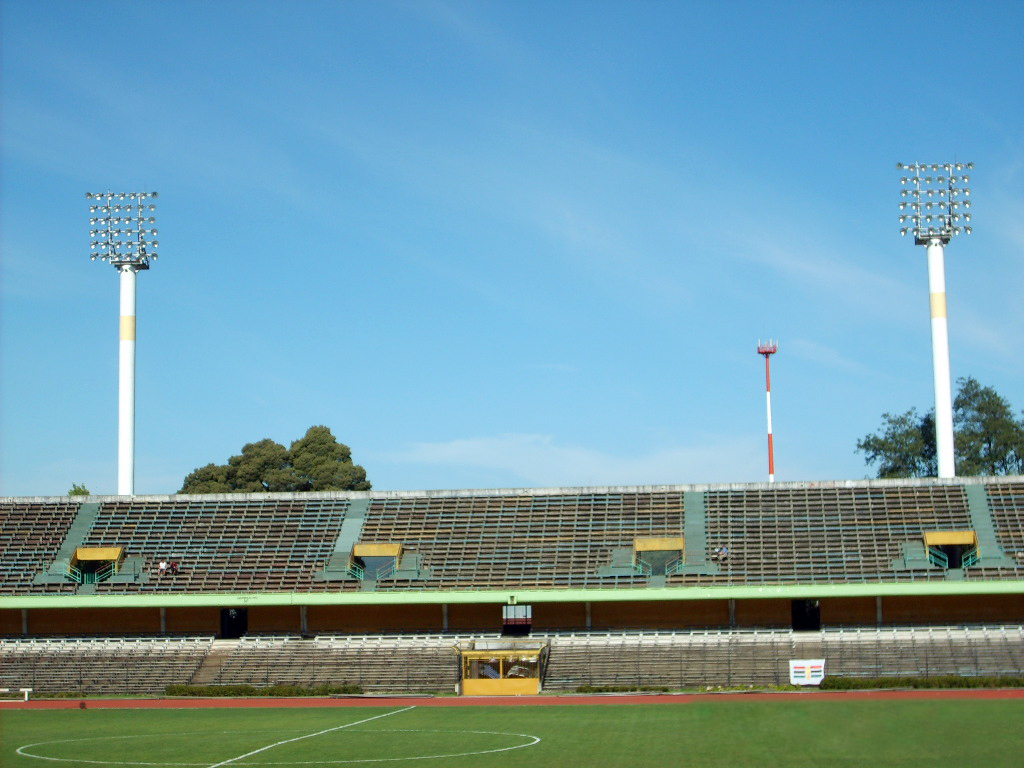
Стара трибуна (2007)
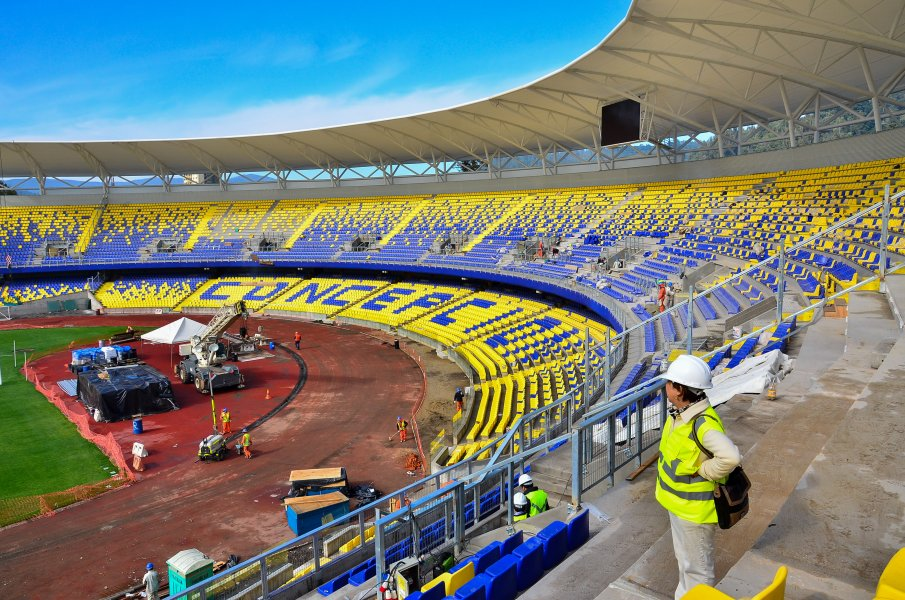
Стадіон після реконструкції
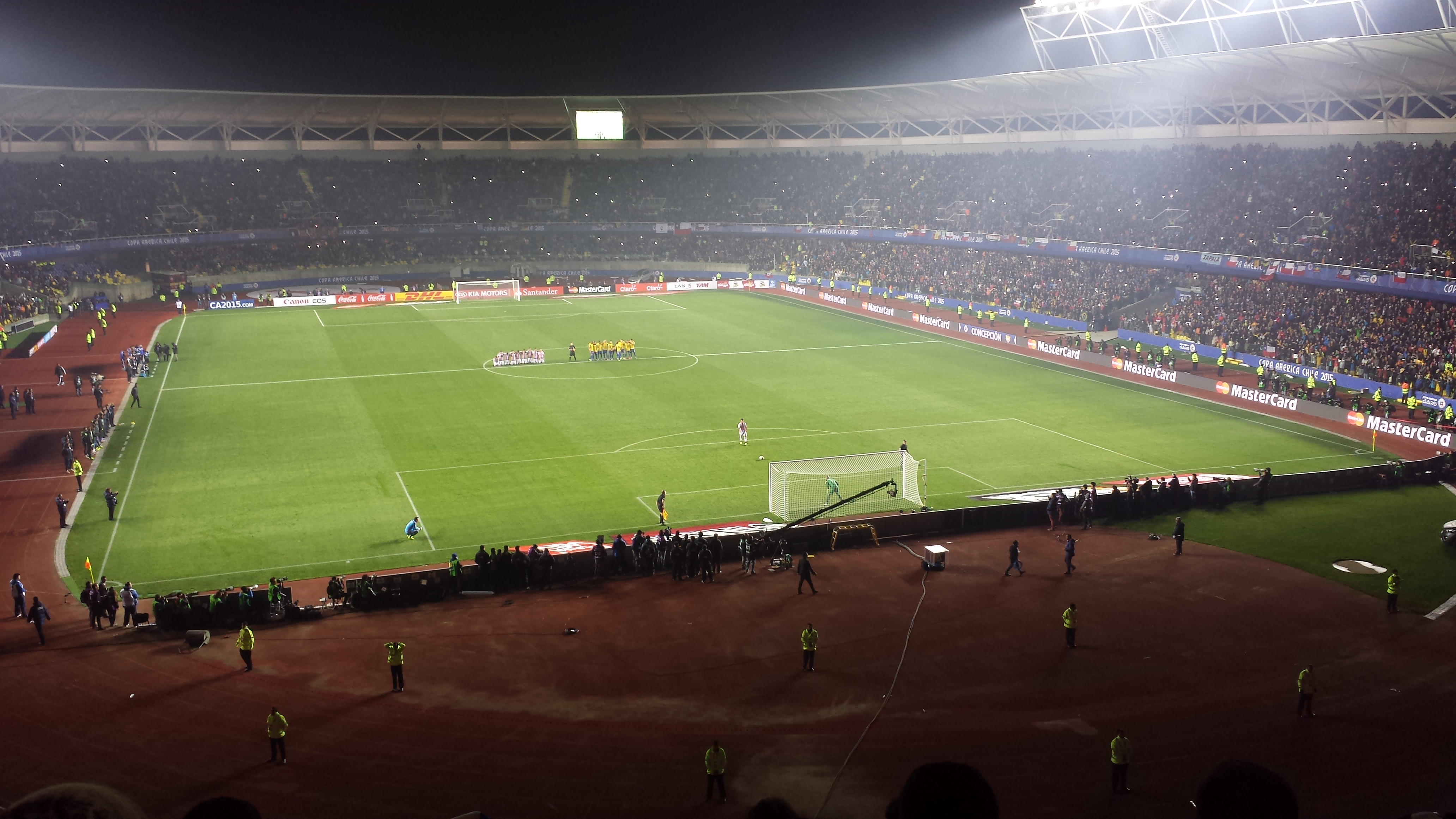
Післяматчеві пенальті Бразилія—Парагвай у чвертьфіналі Кубка Америки 2015 року.
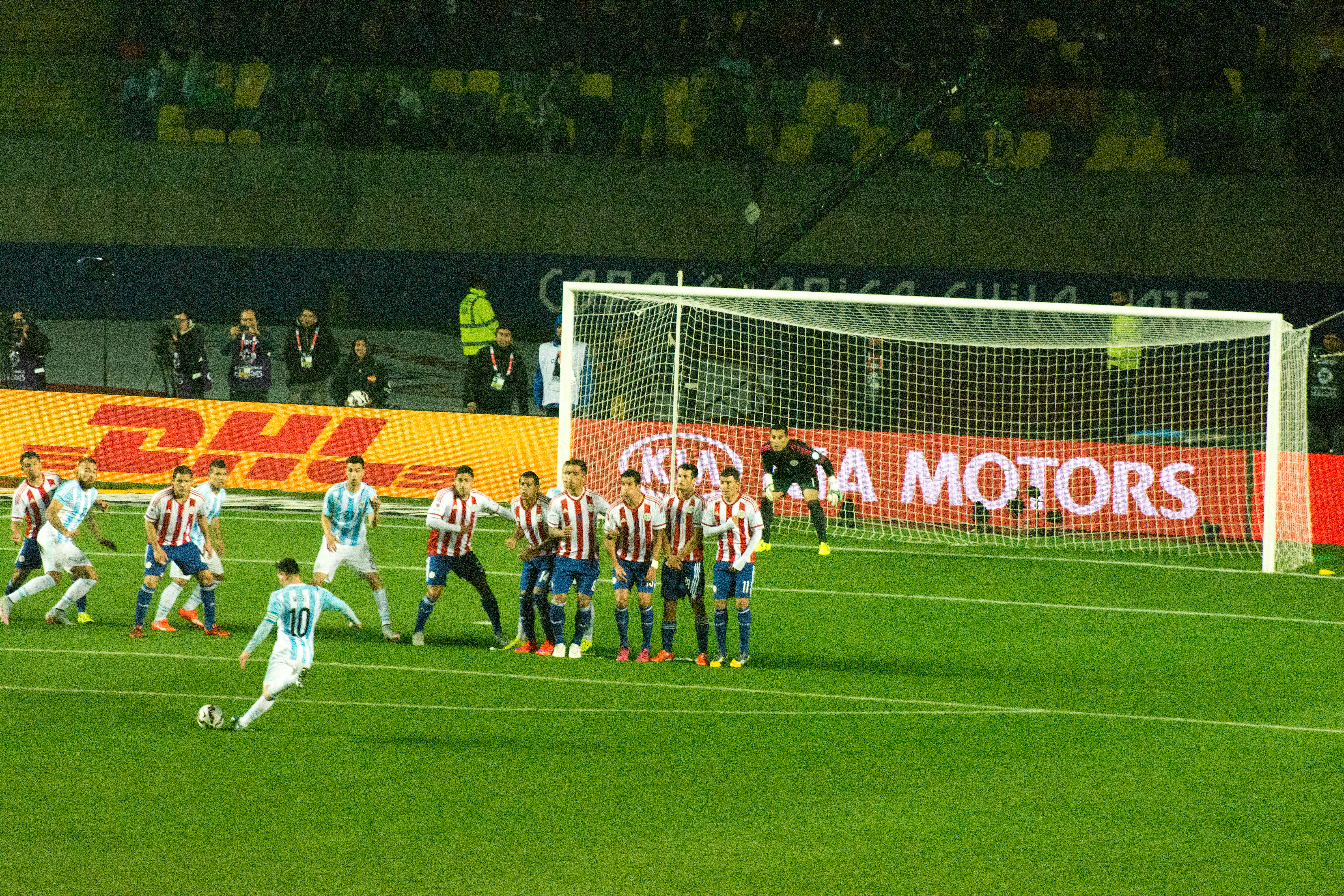
Штрафний від Мессі у півфіналі Кубка Америки 2015 року.